# Het derde meisje
Het derde meisje is een detective- en misdaadverhaal geschreven door Agatha Christie. Het werk verscheen initieel in november 1966 onder de titel Third Girl en werd uitgegeven door de Britse Collins Crime Club. In de Verenigde Staten werd het werk een jaar later uitgegeven door Dodd, Mead and Company. Een Nederlandstalige versie wordt uitgegeven door Luitingh-Sijthoff.

## Verhaal
Toen Norma Restarick vijf jaar was, vertrok haar vader Andrew met zijn minnares Louise Birell naar Afrika, maar de relatie strandde. Haar moeder Grace stierf zo'n twee jaar eerder. Andrew kwam vorig jaar terug nadat zijn broer Simon stierf. Hij is nu getrouwd met de veel jongere Mary.
Via Ariadne Oliver komt Norma in contact met Hercule Poirot. Ze vreest dat ze Louise Charpentier heeft vermoord nadat deze laatste uit een raam viel, maar kan er zich niets van herinneren. Norma woont in hetzelfde appartementsgebouw tezamen met Claudia - de secretaresse van haar vader - en kunstenares Frances. Ze heeft een relatie met David.
Mary wordt via haar eten vergiftigd, maar overleeft. David drogeert Norma en Frances vermoordt David. Frances zorgt ervoor dat alle sporen naar Norma leiden. 
Poirot ontdekt dat Andrew in Afrika stierf. Zijn plaats werd ingenomen door Robert Orwell, een bedrieger. Dat kan hij aantonen met schilderijen waarop de echte David te zien is. Hij en Mary hebben Norma meerdere keren opzettelijk vergiftigd waardoor ze hallucinaties kreeg. Mary vergiftigde ook zichzelf om de schuld op Norma te kunnen afschuiven. Louise werd gedood door Frances en ze ging vermomd ook door als Mary.

## Adaptaties
- Het verhaal werd verfilmd in 2008 door ITV voor de serie Agatha Christie's Poirot met David Suchet als Poirot.
- In 2017 werd het verfilmd voor een episode van het Franse programma Les Petits Meurtres d'Agatha Christie.